# Alejandro Castro Fernández
Alejandro Castro Fernández (* 27. Februar 1979 in Mieres, Asturien) ist ein spanischer Fußballspieler, der bei CF La Nucía in der spanischen Tercera División spielt.

## Spielerkarriere

### Die Anfänge
Jandro stammt aus der Jugend des FC Valencia. Er spielte vier Jahre lang für die B-Elf der Levantiner. In der Saison 2001/2002 spielte er erstmals für die Profimannschaft der „Blancinegros“. Nach nur drei Einsätzen im ersten Profijahr verließ er den Club 2002 und unterschrieb einen Vertrag beim galicischen Erstligisten Celta Vigo. Im ersten Vertragsjahr war er allerdings an den Zweitligisten Albacete Balompié ausgeliehen. Mit Albacete erreichte der Mittelfeldspieler den Aufstieg in die Primera División. Mit sieben Saisontoren machte er dort erstmals auf sich aufmerksam.

### Celta Vigo
Im Sommer 2003 kehrte Jandro zu Celta zurück, wo er die nächste beiden Jahre spielte. Zunächst saß er meist nur auf der Bank, aber trotzdem wurde er in vier Champions-League-Spielen eingesetzt. Am Saisonende stand der Abstieg fest, doch Jandros beste Zeit bei den Galiciern brach nun an. In 38 Spielen traf er zwölf Mal und hatte maßgeblichen Anteil am Aufstieg seiner Mannschaft. Unter anderem schoss er das entscheidende Tor am letzten Spieltag auswärts bei UE Lleida. Trotz des Stammplatzes verließ Jandro den Verein nach der Saison.

### Die letzten Jahre
Im Sommer 2005 wechselte Jandro zum Mitaufsteiger Deportivo Alavés. Dort hatte er sowohl im Erstliga-Jahr, als auch nach dem Abstieg einen Stammplatz. Im Sommer 2007 ging er zum Erstliga-Absteiger Gimnàstic de Tarragona. Er spielte zwei Jahre für den Klub in der Segunda División. Im Sommer 2009 verließ er den Verein zu Ligakonkurrent FC Elche. Dort kam er nur selten zum Einsatz und löste seinen Vertrag Anfang März 2010 vorzeitig auf.
Im Sommer 2010 heuerte Jandro beim FC Girona an, der ebenfalls in der Segunda División spielte. Dort wurde er wieder zum Stammspieler und erfolgreichen Torschützen. Er spielte fünf Jahre für Girona. Nach zwei Spielzeiten im gesicherten Mittelfeld, verpasste er mit seiner Mannschaft in der Saison 2012/13 erst in den Play-offs den Aufstieg, ebenso am Ende der Spielzeit 2014/15. Er verließ Girona im Sommer 2015 und schloss sich Huracán Valencia CF in der Segunda División B an. Der Klub wurde im Laufe der Saison 2015/16 ausgeschlossen, so dass Jandro zu Beginn des Jahres 2016 zum FC Cádiz wechselte, der ebenfalls in der Segunda División B spielte. Mit seinem neuen Klub erreichte er am Saisonende den Aufstieg. Sein Vertrag wurde jedoch nicht verlängert.
Jandro spielte seit Oktober 2016 für unterklassige spanische Vereine.

## Erfolge
- 2002/03 – Aufstieg in die Primera División mit Albacete Balompié
- 2004/05 – Aufstieg in die Primera División mit Celta Vigo